# Doratoxylon
Doratoxylon é um género botânico pertencente à família Sapindaceae.